# NGC 7507
NGC 7507 é uma galáxia elíptica (E) localizada na direcção da constelação de Sculptor. Possui uma declinação de -28° 32' 19" e uma ascensão recta de 23 horas, 12 minutos e 07,5 segundos.
A galáxia NGC 7507 foi descoberta em 30 de Outubro de 1783 por William Herschel.